# Martha Wainwright
Martha Wainwright (* 8. května 1976, Montréal) je kanadsko-americká zpěvačka a kytaristka.
Jejím otcem je americký hudebník Loudon Wainwright III a matkou kanadská hudebnice Kate McGarrigleová; jejím bratrem je Rufus Wainwright, který se rovněž věnuje hudbě. Jejím manželem je hudebník a hudební producent Brad Albetta.
Svou kariéru zahájila ve druhé polovině devadesátých let a své první studiové album vydala v roce 2005. V roce 2002 přispěla zpěvem do písně „It's Money“ z alba Hitting the Ground hudebníka Gordona Gana. V roce 2005 hrála písně „Tower of Song“, „The Traitor“ a přispěla také do písně „Winter Lady“ od Leonarda Cohena ve filmu Leonard Cohen: I'm Your Man.

## Diskografie
- Martha Wainwright (2005)
- I Know You're Married But I've Got Feelings Too (2008)
- Sans Fusils, Ni Souliers, à Paris: Martha Wainwright's Piaf Record (2009)
- Come Home to Mama (2012)
- Goodnight City (2016)
- Love Will Be Reborn (2021)